# Wadaia costata
Wadaia costata är en skalbaggsart som beskrevs av Gilbert John Arrow 1948. Wadaia costata ingår i släktet Wadaia och familjen Melolonthidae. Inga underarter finns listade i Catalogue of Life.